# Euchlanis lyra
Euchlanis lyra är en hjuldjursart som beskrevs av Hudson 1886. Euchlanis lyra ingår i släktet Euchlanis och familjen Euchlanidae. Arten är reproducerande i Sverige. Inga underarter finns listade i Catalogue of Life.